# Označování vojenských letadel

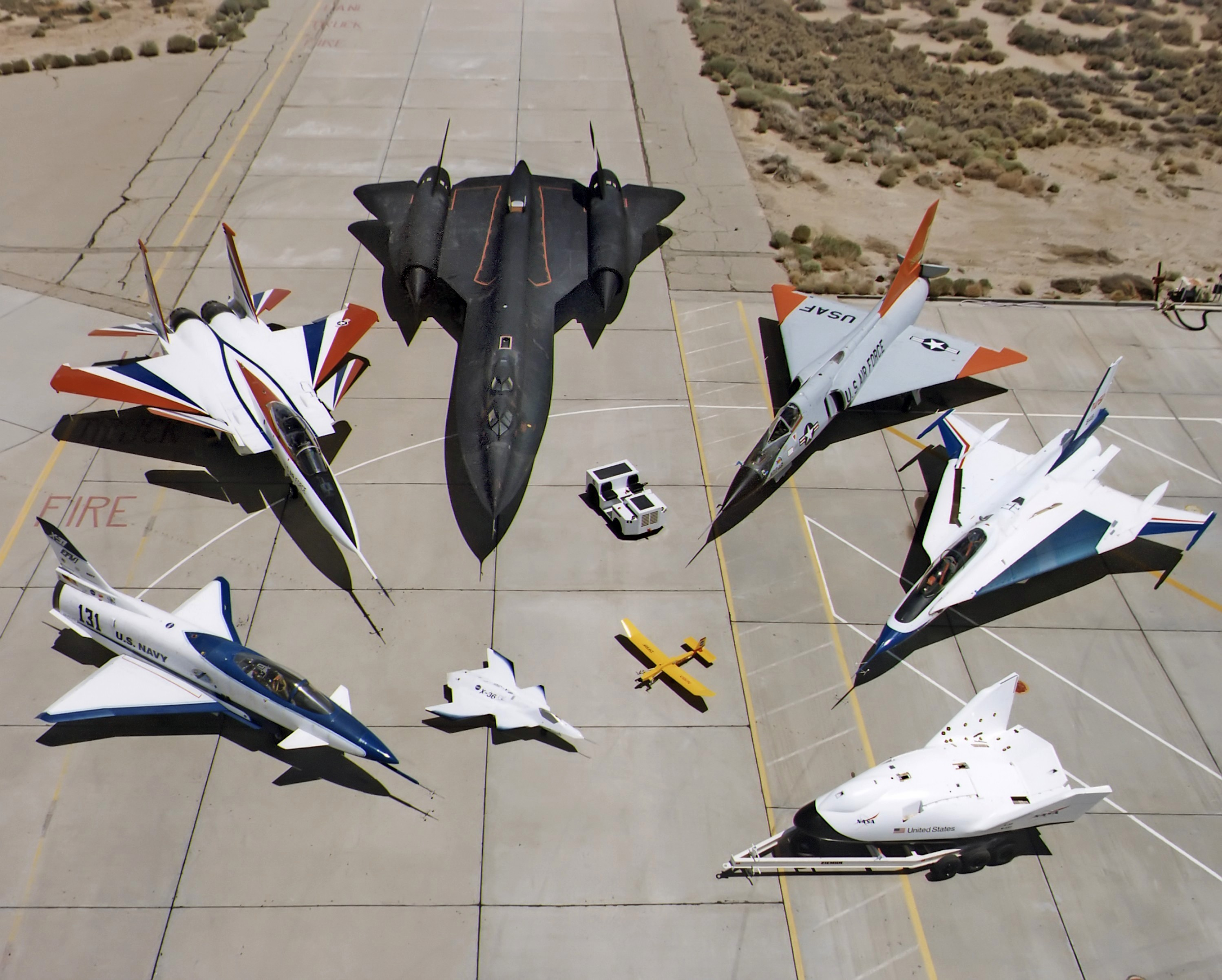
X-31, F 15 Active, SR-71, F 106, F-16Xl, rádiem ovládaný mateřský nosič a X-36

V označování letadel má každé vojenské letectvo svá vlastní pravidla, která jsou velmi různorodá. V některých zemích pro značení neexistují pravidla žádná.

## USA
Americký ministr obrany Robert McNamara sjednotil názvy amerických letadel takto: 
- A pro útočná letadla (attack)
- B pro bombardéry (bomber)
- C pro nákladní a výsadková letadla (Cargo)
- E pro radarová/přehledová letadla jako E-2, E-3
- F pro stíhačky (fighter)
- M pro víceúčelové stroje (multipurpose, multimission), často označuje speciální stroje
- H pro helikoptéry (Helicopter)
- R pro průzkumná letadla (Recon)
- U pro užitkové stroje (utility)
- O pozorovací letadla (observation)
- K pro tanker jako je třeba Boeing 707-338c (letadla tankují ve vzduchu)  Archivováno 20. 9. 2011 na Wayback Machine.
- X,Y pro výzkumné/prototypy (eXperimental)

Označení mohou mít i dodatečné prefixy, takže např. UH-60 znamená užitková helikoptéra, F/A-18 je pro útoky na vzdušné i pozemní cíle, OA-10A je pozorovací/útočná verze A-10A Thunderbolt II.
Nadzvukové stíhačky zpočátku dostávaly označení F- sto(něco) - tzv. série "century fighters", když se nadzvukové stroje staly standardem, značení začalo od začátku - skok od F-110 na F-4 - obojí je americký Phantom II.

## SSSR / Rusko
V Sovětském svazu nesla letadla typové označení (I - pro stíhací letoun (Istrebitěl), DB - pro dálkový bombardér (Dalnyj bombardirovščik), BB - pro lehké bombardéry (Bližnyj bombardirovščik), SB - pro rychlé bombardéry (Skorostnyj bombardirovščik), R - pro průzkumné letouny (Razvedčik) atd.). Krátce před německým napadením v roce 1941 došlo k změně označení, začalo se používat označení podle konstruktéra. V současném Rusku se letouny jmenují podle označení výrobce (MiG – Mikojan-Gurevič, Suchoj – OKB Suchoj apod.)
V kódovém názvosloví NATO se značení pro sovětská/ruská vojenská letadla nese ve stejném duchu jako americká typologie - stíhačky dostávají označení na F (Frogfoot, Fishbed), bombardéry na B (Blackjack, Bear), helikoptéry na H (Hind, Hokum).

## Evropští výrobci
Evropské firmy letadla pojmenovávají celkem bez jasných pravidel (Mirage, Tornado, Typhoon), většinou jako odkaz na minulý slavný stroj.

## Švédsko
Švédské stroje mají v názvu písmeno
- J - jakt – stíhací letoun
- A - pokud se jedná o útočný stroj
- S - pokud se jedná o průzkum.

Značení je, podobně jako u amerických letadel možno kombinovat - JA, JAS.

## Vojenská letadla Československé armády, resp. české a slovenské armády po roce 1945
Airbus A319, An-2, An-24, An-26, An-30, Ar-96, Av-14, Bü 131, Bü 181, C-3, C-5, C-105, C-205, C-305, CL601 Challenger, He-111, He-219, Il-10, Il-28, Jak-11, Jak-17, Jak-23, Jak-40, JAS-39 Gripen, K-60, K-62, K-65, K-68, K-70, K-75, L-29, L-39, L-159, L-200, L-410, La-7, Mi-2, Mi-4, Mi-8/17/171, Mi-24/35, MiG-15, MiG-17, MiG-19, MiG-21, MiG-23, MiG-29, Mosquito, Pe-2, S-92, S-199, Spitfire, Su-7, Su-22, Su-25, W3A Sokol.